# Nazionalismo palestinese
Il nazionalismo palestinese è un'ideologia nazionalista che rivendica la creazione di uno Stato palestinese in tutto o in parte dell'ex Mandato britannico della Palestina.

## Esordio storico

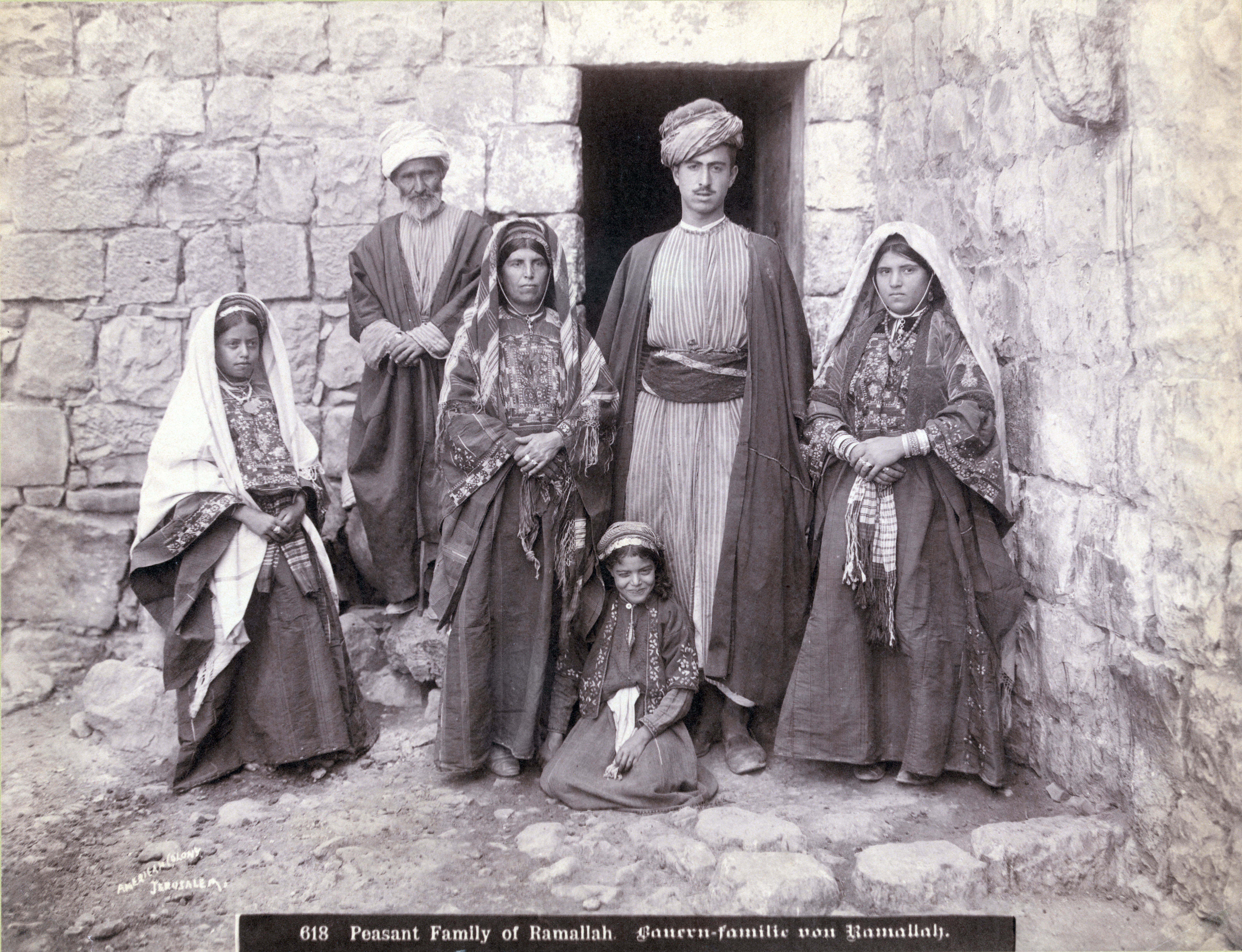
Famiglia di contadini palestinesi. Ram Allah, primo decennio del XX secolo.

Alla crescente debolezza dell'Impero ottomano, negli ultimi anni del XIX secolo e in quelli precedenti alla prima guerra mondiale, corrispose lo sviluppo di un senso di identità nazionale nelle province arabe dell'impero, particolarmente in Siria, allora considerata estesa alla Palestina e al Libano. Questo sviluppo è spesso visto in connessione con la più ampia tendenza riformista nota come al-Nahda, che nel tardo XIX secolo condusse a una ridefinizione dell'identità culturale e politica araba.
Pur dominata dalle tendenze nazionaliste siriane e da quelle arabe dei primordi, insieme con il lealismo ottomano, la politica palestinese presentava alcune specificità, per lo più a causa del concorrente sionismo (l'ideologia a favore della creazione di uno stato ebraico in Palestina). Le ambizioni sioniste erano viste infatti come una minaccia dai leader palestinesi, e gli acquisti fondiari dei coloni sionisti, con la conseguente espulsione dei contadini palestinesi, peggioravano la situazione.
Le tendenze antisioniste si legavano alla resistenza antibritannica (come nella rivolta araba palestinese del 1936-1939), fino a formare un movimento nazionalista affatto particolare e distinto dai movimenti unitari che prendevano piede nel resto del mondo arabo e che sarebbero stati poi capeggiati da Nasser, Ben Bella e altri leader anticolonialisti.

## Tappe fondamentali
La creazione di Israele nel 1948 e l'esodo (al-Nakba) della maggioranza dei cristiani e musulmani palestinesi dal territorio del nuovo stato cambiarono radicalmente il volto della politica palestinese. La frequente condizione di profughi e la perdita della madrepatria accentuarono la peculiarità del caso palestinese, pur non precludendo la fedeltà al panarabismo. Ne risultò un movimento nazionale fondato su tre istanze principali: la soppressione dello stato di Israele (almeno come stato sionista, cioè principalmente come stato ebraico), l'indipendenza dello stato palestinese, l'attuazione del diritto al ritorno dei profughi in Palestina. Dipendenti dapprincipio dal sostegno degli stati arabi vicini, verso la fine degli anni cinquanta i palestinesi presero a considerare questi obiettivi come conquiste da ottenere da soli; la convinzione fu ingigantita dall'umiliazione araba nella guerra dei sei giorni, con la quale Israele ottenne il controllo anche della Cisgiordania, di Gerusalemme Est e della striscia di Gaza (quanto ancora restava agli arabi del mandato britannico).
Questa fase del nazionalismo palestinese fu guidata da al-Fatah, il movimento nazionale di liberazione creato da Arafat e altri nel 1959. Dopo il 1967 sorse una pletora di altre organizzazioni di guerriglia, i reclutamenti si impennarono, e i movimenti Fedayn ottennero appoggio da Egitto e Siria nel quadro di una strategia di guerra indiretta. Nel 1968 i guerriglieri palestinesi inflissero pesanti perdite umane alle forze israeliane, andate all'attacco delle loro posizioni in Giordania nella Battaglia di Karame. Tale successo venne descritto dai fida'iyyun come un trionfo senza precedenti, in controtendenza con le sconfitte subite dagli Stati arabi, ciò che aumentò l'attrattiva della guerriglia. L'onda improvvisa della mobilizzazione politica palestinese condusse al controllo dell'OLP (istituita nel 1964 dalla Lega Araba e fino a quel momento principalmente sotto influenza egiziana) da parte dei militanti.

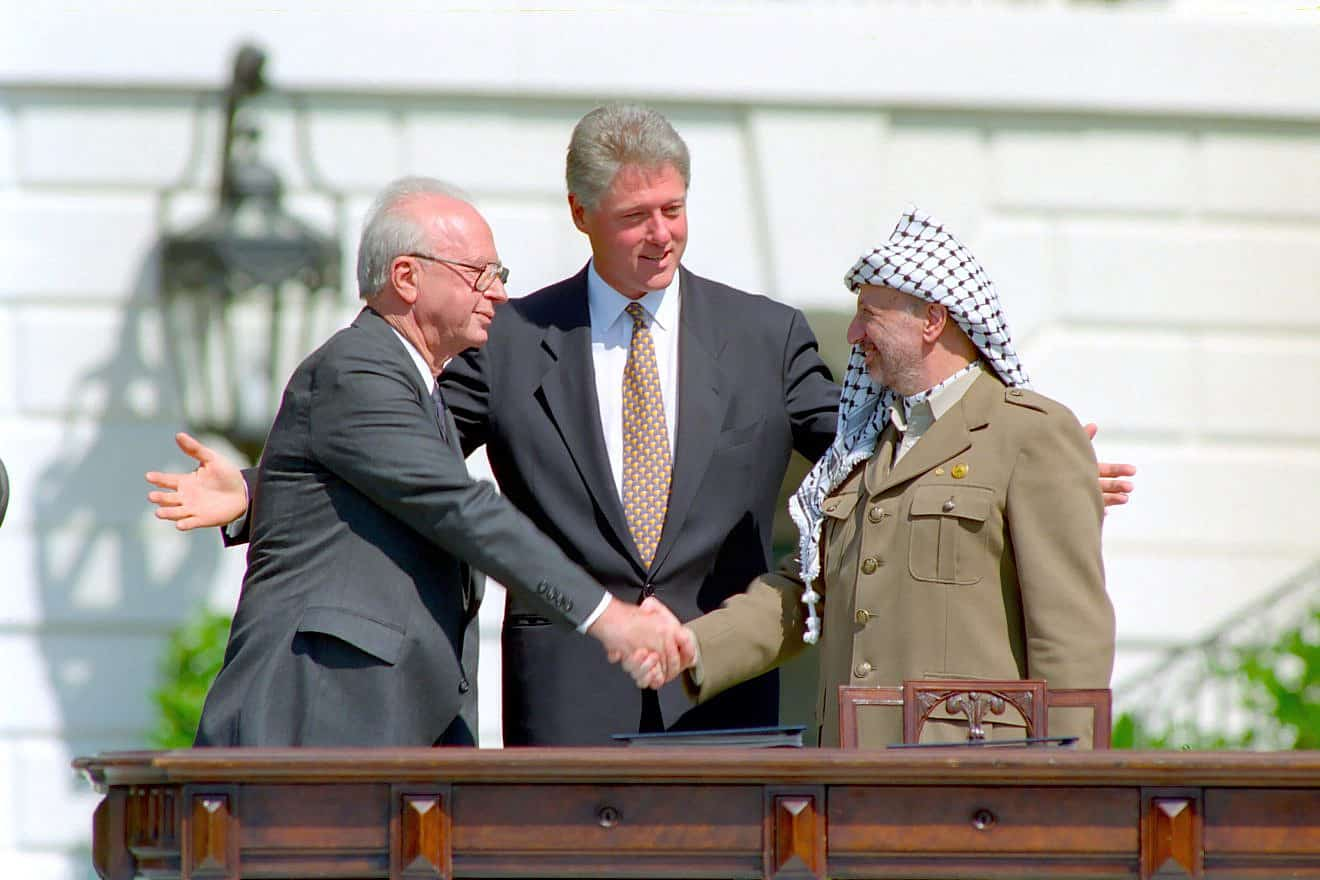
La stretta di mano Rabin-Arafat di fronte al presidente Clinton a Oslo nel 1993.

La prima intifada (1987-1993) segnò poi una nuova svolta nel nazionalismo palestinese, portando in prima linea i palestinesi di Cisgiordania e Gaza. Le istanze di queste popolazioni si discostavano in parte da quelle della diaspora (che fino a quel momento avevano costituito la base d'azione dell'OLP) incentrandosi sull'indipendenza piuttosto che sul rientro dei profughi. Gli accordi di Oslo del 1993 cementarono nella corrente principale del movimento palestinese la convinzione in favore di una soluzione a "due stati", in antitesi con gli obiettivi originari dell'OLP, i quali implicavano invece la distruzione di Israele e la sua sostituzione con uno stato palestinese laico e democratico. Il progetto fu preso in considerazione, per la prima volta, negli anni settanta, e divenne pian piano la posizione negoziale ufficiosa della leadership dell'OLP sotto Arafat; nondimeno per molti restò un tabù fin quando lo stesso Arafat, incalzato dagli Stati Uniti, riconobbe Israele nel 1988. La necessità suprema di distruggere lo stato di Israele e/o le sue fondamenta sioniste ed ebraiche è ancora invocata da molti, come il movimento di matrice religiosa Hamas; non più però dai vertici dell'OLP.
La prima intifada cambiò anche la vita politica palestinese, nella misura in cui i movimenti islamisti come Hamas acquistarono un peso maggiore sul campo: sia perché la forza dell'OLP era rimasta principalmente esterna ai Territori, sia per la sua crescente moderazione sgradita agli integralisti. La sempre più marcata matrice religiosa, l'islamizzazione del nazionalismo palestinese fu ulteriormente rafforzata dallo scoppio della seconda intifada (2002), anche nota come intifada al-Aqsa dal nome della moschea santa di Gerusalemme.

## Interessi nazionali, politici e religiosi concorrenti

### Panarabismo
È un fatto che molti gruppi in seno all'OLP abbiano mantenuto un orientamento panarabo, più di al-Fath, che comunque non ha mai chiaramente rinnegato il nazionalismo arabo in favore di un'ideologia nazionalista strettamente palestinese. Tuttavia l'OLP è rimasta, con poche eccezioni, interamente dedita alla questione palestinese, stante che anche i suoi membri più ferventemente panarabi si giustificano affermando che la causa della Palestina dev'essere l'avanguardia di un più ampio movimento unitario. La tendenza ad estendere la prospettiva si nota, ad esempio, nel caso del movimento marxista del Fronte Popolare per la Liberazione della Palestina, che non solo vedeva la "rivoluzione palestinese" come il primo passo verso l'unità degli arabi, ma la considerava viepiù inseparabile dalla lotta globale all'imperialismo.